# علامة أور-روزانوفا
علامة أورروزانوفا (بالإنجليزية: Aure-Rozanova's sign)‏ هي علامة طبية تظهر عادة في التذييل الرجعي، يتميز بزيادة الألم عند ملامسة الأصابع في مثلث بيتي الأيمن [الإنجليزية] (يمكن أن يكون علامة إيجابية لشيتكين بومبرج).